# Barbus manicensis
Barbus manicensis е вид лъчеперка от семейство Шаранови (Cyprinidae). Видът не е застрашен от изчезване.

## Разпространение
Разпространен е в Зимбабве и Мозамбик.

## Описание
На дължина достигат до 15 cm.